# Thomas Metzinger
Thomas Metzinger (ur. 12 marca 1958 we Frankfurcie nad Menem) – niemiecki filozof, profesor filozofii teoretycznej na Uniwersytecie Johannesa Gutenberga w Moguncji oraz adiunkt we Frankfurt Institute for Advanced Studies.

## Życiorys
Od wczesnych lat 90. XX wieku Metzinger zajmował się promocją badań na temat ludzkiej świadomości. Jest współzałożycielem organizacji Association for the Scientific Study of Consciousness (ASSC), był także jej prezesem (w latach 1994–2007). W latach 2005–2007 był prezesem niemieckiego Stowarzyszenia Nauk Kognitywnych (Gesellschaft für Kognitionswissenschaft). Metzinger jest dyrektorem MIND group.
W języku angielskim opublikował dwie prace Conscious Experience (1995) oraz Neural correlates of consciousness: empirical and conceptual issues (2000). Późniejsza książka wyrosła na gruncie drugiego spotkania ASSC, którego Metzinger był organizatorem.
W 2003 roku opublikował monografię Being No One. W książce tej Metzinger twierdzi, że nie istnieje coś takiego jak osoba. Nikt nigdy nie był i nie będzie osobą. Wszystko, co istnieje, jest fenomenem osoby, charakteru, który pojawia się w doświadczeniach świadomości. Argumentuje on, że fenomen osoby nie jest rzeczą, ale procesem. Jest zawartością przezroczystego modelu samego siebie.
W roku 2009 napisał Tunel Ego, książkę mającą dotrzeć do szerszej publiczności. Została przetłumaczona na język polski i wydana w 2018 roku.
Jakkolwiek doceniany za ujęcie fundamentalnych pojęć z zakresu neurobiologii, świadomości i relacji pomiędzy umysłem i ciałem, wzbudza wiele kontrowersji swoimi poglądami na temat osoby i samoświadomości.
Jego zainteresowania obejmują filozofię umysłu (aspekt empirycznych teorii poznania w neurologii i naukach kognitywnych, sztuczna inteligencja itp.) oraz etykę (powiązania pomiędzy etyką stosowaną a filozofią umysłu i antropologią). Jego działania na polu neuroetyki można obserwować na specjalnie na ten temat stworzonym portalu.